# Žilina Warriors
Gli Žilina Warriors sono una squadra di football americano di Žilina, in Slovacchia, fondata nel 2010.

## Dettaglio stagioni

### Amichevoli
| Stagione | Vin | Par | Per | Tot | PF | PS | avversaria       |
| -------- | --- | --- | --- | --- | -- | -- | ---------------- |
| 2010     | 0   | 0   | 1   | 1   | 0  | 40 | Smolenice Eagles |
| 2012     | 0   | 0   | 1   | 1   | 7  | 48 | Topoľčany Kings  |
| Totale   | 0   | 0   | 2   | 2   | 7  | 88 |                  |

Fonte: topolcanykings.com/

### Tornei

#### Tornei nazionali

##### Campionato

###### Slovenská Futbalová Liga/Slovenská Futbalová Liga 7
| Stagione | regular season | regular season | regular season | regular season | regular season | regular season | playoff | playoff | playoff | playoff | playoff | playoff     | playoff             |
|          | Vin            | Par            | Per            | Tot            | PF             | PS             | Vin     | Per     | Tot     | PF      | PS      | risultato   | avversaria          |
| -------- | -------------- | -------------- | -------------- | -------------- | -------------- | -------------- | ------- | ------- | ------- | ------- | ------- | ----------- | ------------------- |
| 2016     | 5              | 0              | 1              | 6              | 171            | 84             | 1       | 1       | 2       | 44      | 99      | Slovak Bowl | Trnava Bulldogs     |
| 2017     | 5              | 0              | 1              | 6              | 174            | 56             | 1       | 1       | 2       | 33      | 77      | Slovak Bowl | Bratislava Monarchs |
| 2018     | 6              | 0              | 2              | 8              | 148            | 98             | 1       | 1       | 2       | 36      | 24      | Slovak Bowl | Trnava Bulldogs     |
| 2019     | 1              | 0              | 6              | 7              | 94             | 190            | 0       | 1       | 1       | 0       | 35      | Semifinale  | Nitra Knights       |
| 2021     | 4              | 0              | 2              | 6              | 128            | 53             | -       | -       | -       | -       | -       | -           | -                   |
| Totale   | 21             | 0              | 12             | 33             | 675            | 481            | 3       | 4       | 7       | 113     | 235     |             |                     |

Fonti: Enciclopedia del Football - A cura di Roberto Mezzetti

### Riepilogo fasi finali disputate
| Anno           | Luogo      | Evento | Fase del torneo | Incontro                              | Risultato     |
| 3 luglio 2016  | Trnava     | SFL    | Slovak Bowl     | Žilina Warriors - Trnava Bulldogs     | 7 - 63        |
| 9 luglio 2017  | Bratislava | SFL    | Slovak Bowl     | Žilina Warriors - Bratislava Monarchs | 12 - 59       |
| 15 luglio 2018 |            | SFL    | Slovak Bowl     | Trnava Bulldogs - Žilina Warriors     | 24 - 12       |
| 23 giugno 2019 |            | SFL    | Semifinale      | Nitra Knights - Žilina Warriors       | 35 - 0 d.g.s. |